# Вербовський (хутір)
Вербовський (рос. Вербовский) — хутір у Калачевському районі Волгоградської області Російської Федерації.
Населення становить 262 особи. Входить до складу муніципального утворення Ляпичевське сільське поселення.

## Історія
Хутір розташований у межах українського історичного та культурного регіону Жовтий Клин.
Згідно із законом від 20 січня 2005 року № 994-ОД органом місцевого самоврядування є Ляпичевське сільське поселення.

## Населення
| 2010 |
| ---- |
| 262  |